# Martinický obelisk
Martinický obelisk, pro svůj tvar někdy rovněž nazývaný pyrám, se nachází u polní cesty, kolmé na silnici II/236 z Kačice do Smečna v okrese Kladno ve Středočeském kraji. Štíhlý, 11 metrů vysoký sloup postavili úředníci Karla Jana Nepomuka hraběte Clam-Martinice na jeho počest v roce 1847. Je vytesaný z žehrovického pískovce. Obelisk stojí na území Přírodního parku Džbán a je chráněn jako kulturní památka.
Původně byl opatřen čtyřmi kovovými deskami, směřujícími do čtyř světových stran, s oslavným nápisem, ty však byly později poškozeny a nakonec odcizeny. Navráceny byly až v roce 2013 péčí Spolku přátel Smečna a širého okolí.

## Nápis na kovových deskách
- jih: MUŽI O KRÁLE A ŘÍŠI RADOU I SKUTKEM – V POLI JAK V MÍRU VELEZASLOUŽILÉMU
- východ: KARLU HRABĚTI CLAMU MARTINICOVI
- sever: KMENE RODNÉ ČESKÉHO RATOLESTI VLASTI A VLASTENCŮ ZÁŠTITĚ A OZDOBĚ
- západ: JEHO VÝTEČNÝCH ZÁSLUH CTITELOVÉ, VĚRNI SLUŽEBNÍCI. NA PAMĚŤ POMNÍK TEN POSTAVEN L. P. MDCCCXLVII[1]